# Atlantisk rundhus
I arkæologi betegner et atlantisk rundhus (engelsk Atlantic roundhouse) en jernalder-stenbygning, der findes i de nordlige og vestlige dele af det skotske fastland, Northern Isles og Hebriderne.
Cirkulære huse var den dominerende arkitektoniske stil i det britiske landskab siden det andet årtusind f.v.t. (tidlig bronzealder). Selvom kun få af disse rundhuse har overlevet, har man fastslået, at de oprindeligt blev bygget med lerklining og havde [konisk tag|konisk]] stråtag.
I 1970 anslog arkæologen Chris Musson, at der fandtes omkring 200 dokumenterede rundhuse i Skotland og Storbritannien. En nyere britisk arkæologigruppe vurderer dog antallet til over 4000. Det ældst dokumenterede rundhus blev grundlagt i tredje årtusinde f.v.t. i det sydvestlige Skotland. Forskere har påvist, at bronzealderens mennesker tilpassede sig flade højdedrag i bakkelandskaber.

## Typer
Atlantiske rundhuse er opført som tørmurede bygninger og er unikke for regionen. Arkæologisk set opdeles de i to hovedtyper: simple og komplekse. Ifølge denne teori markerede de en overgang fra de tidligere ydmyge boliger, som dem ved Skara Brae, til mere dominerende strukturer i landskabet.
Et eksempel på et simpelt atlantisk rundhus findes ved Bu i Orkney, mens de komplekse strukturer omfatter brocher, duns og wheelhouse.
Selv om de er bygget i sten, menes de at have haft et konisk tag af træ – ligesom de trærundhuse, der findes andre steder.
Eksempler findes ved Dun Ringill på Skye, Dun Carloway på Lewis, Pierowall på Westray og Jarlshof i Shetland.

## Moderne rekonstruktion
Dunvegan Community Trust planlægger at genopføre en jernalder-rundhusstruktur ved Orbost på Skye med støtte fra National Lottery Heritage Fund.
Society of Antiquaries of Scotland har iværksat et projekt for at genundersøge atlantiske rundhuse på Tarbat Ness i Easter Ross gennem dragefotografi, opmålinger og udgravninger ledet af arkæologer. Rekonstruktionerne viser kugleformede afgrænsninger med tidlig jernalder-arkitektur i tørv og træ.